# Nostocàcies
Nostocaceae és una família de cianobacteris que forma colònies amb forma de filaments tancades dins d'una làmina mucosa o gelatinosa. Alguns gèneres es troben principalment en aigües dolces, com és el cas del gènere Nostoc, mentre d'altres es troben principalment en aigua salada (com el gènere Nodularia). Altres gèneres (p.e. Anabaena) es poden trobar tant en aigua dolça com salada.
Com altres cianobacteris, aquests bacteris de vegades contenen pigments fotosintètics en el seu citoplasma per a fer la fotosíntesi. Aquests pigments els donen un color verd blavenc.
Les espècies de Nostocaceae són conegudes per la seva capacitat de fixació del nitrogen i formen relacions de simbiosi amb certes plantes com les falgueres del gènere Azolla.
La família Nostocaceae pertany a l'ordre Nostocales. Els membres d'aquesta família es distingeixen d'altres famílies de l'ordre per tenir filaments sense embrancar i tenir heterocists.